# 五車二
五車二（英語：Capella）是星座御夫座中最亮的恆星。它的拜耳名稱，即拉丁化的αAurigae，縮寫為αAur。它是夜空中第六亮的恆星，也是北半球中僅次於大角星和織女星的第三亮恆星。它是北方冬季天空中的一個突出物體，對於44°N以北的觀察者來說，它是拱極星。五車二的名字在拉丁語中的意思是「小山羊」，在古典神話中描繪它是供宙斯吮奶的山羊阿摩笛亞。五車二距離太陽相對較近，位於42.9光年（13.2秒差距）。它是天空中最亮的 X射線源之一，被認為主要來自五車二Aa的星冕。
雖然肉眼看起來五車二只是一顆恆星，但它實際上是一個由兩對聯星組成的四合星系，由五車二Aa、五車二Ab、五車二H和五車二L組成。主要的一對，五車二Aa和五車二Ab，是兩顆明亮的黃色巨星，兩者的質量都是太陽的2.5倍左右。第二對，五車二H和五車二L，距離第一對大約是10,000天文單位（AU），是兩顆微弱、較小、相對較冷的紅矮星。
五車二Aa和五車二Ab已經耗盡了它們的核心的氫，離開了主序，並已經冷卻和膨脹。它們位於一個非常緊密的圓形軌道上，相距約0.74天文單位，每104天互繞一圈。五車二Aa是兩顆中較冷且較亮的，具有光譜類型K0 III；它的光度是78.7±4.2倍太陽光度，半徑是11.98±0.57倍太陽半徑。這是一顆正在老化的紅群聚恆星，它的核心正在將氦聚變為碳和氧。五車二Ab稍小，溫度較高，光譜類型為G1 III；它的亮度是太陽的72.7±3.6倍，半徑是太陽的8.83±0.33倍。它處於赫氏空隙，對應於一個短暫的次巨星進化階段，正在膨脹並冷卻成為紅巨星。同一視野內的其它幾顆恆星已被編目為伴星，但在物理上並無關聯。

## 術語

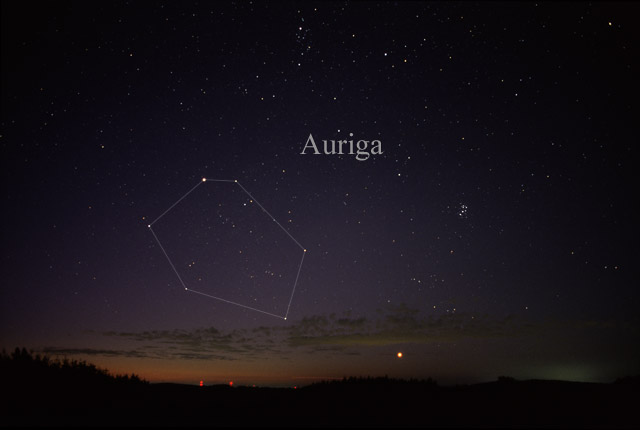
五車二是御夫座（左上）中最亮的恆星。

五車二（拉丁化是α Aur）是恆星系統的拜耳名稱。它還有佛氏名稱御夫座13。它被列入好幾個多星星表，像是ADS 3841、CCDM J05168+4559、和WDS J05167+4600。做為一個相對較近的恆星系統，五車二被列入葛利澤近星星表，明亮的一對巨星被命名為GJ 194，暗淡的一對紅矮星被命名為GJ 195。
傳統的拉丁語名稱Capella意思是（小）母山羊，在古典時期更為常用的替代名稱是Capra。這是希臘星名Aἴξ（aix）的翻譯，意思是山羊。由於希臘語中山羊（aἴξ）的發音與愛琴海的名字發音相似，這顆恆星被用於天氣規則和確定季節風的風向。在2016年，國際天文學聯合會組織了一個恆星名稱工作組（WGSN）對恆星的專有名稱進行編目和標準化。WGSN 2016年7月第一期公告>包括WGSN核准的前兩批名稱表；其中包括這顆恆星的名稱Capella。現在，它已被列入國際天文學聯合會的恆星名稱目錄。恆星名稱目錄中列出的Capella專用於五車二Aa。

## 觀測的歷史
從21萬年前到16萬年前，五車二是夜空中最亮的恆星，視星等約為-1.8。在此期間之前最亮的是現在 -1.1等的畢宿五；它和五車二在天空中相距很近，都很接近當時的北極星。

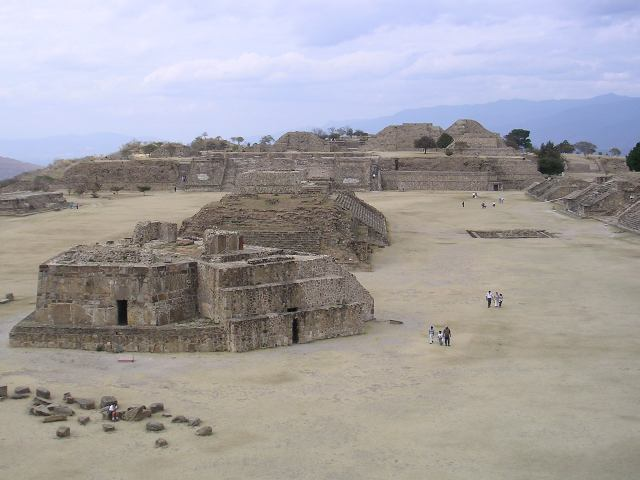
在阿爾班山遺址的J建築（前景）。

五車二被認為是在西元前20世紀的一塊阿卡德銘文中曾經提到。它與山羊相關的象徵意義可以追溯到西元前7世紀的美索不達米亞文獻MUL.APIN中，做為一個名為「GAM」、「Gamlum」或「MUL.GAM」的星座。GAM代表彎刀或騙子，可能只代表恆星或整個御夫座。後來，貝都因的天文學家創造了由動物組成的星座，其中每顆恆星代表一種動物。御夫座的星星由一群山羊組成，希臘神話中也有這種聯繫。在英國文學中，它有時被稱為「牧羊人星」。在古典時代，卡佩拉被視為下雨的預兆。
墨西哥瓦哈卡州前哥倫布時期的阿爾班山遺址建於西元前275年左右，J號建築與建築群中的其它建築方向不同。它的臺階垂直於當時的卡佩拉高地，這樣一個人從建築物的門口向外看，就會直接面對五車二。五車二是重要的，因為它的偕日升發生在太陽直接從阿爾班山上空經過的一天之內。

### 多種狀態
1899年，利克天文臺的威廉·華萊士·坎貝爾教授宣佈，基於光譜觀測，五車二是聯星。他在1896年8月至1897年2月拍攝的照片上注意到，似乎有第二個恆星光譜疊加在第一個光譜上，9月和10月有一個都卜勒頻移到紫色，11月和2月移到紅色，這表明這些成分正在朝向和遠離地球移動（因此相互繞行）。幾乎同時，英國天文學家休·紐厄爾於1899年7月在劍橋用一個四稜鏡分光鏡觀察了它的複合光譜；該分光鏡連接在一架25-英寸（64-）的望遠鏡上，得出這是一個聯星系統的結論。
許多觀測者試圖辨別組成恆星，但沒有成功。被稱為「干涉量測師朋友」的五車二，在1919年由約翰·安德森和弗朗西斯·皮斯在威爾遜山天文台首次使用干涉測量解析出來，他們在1920年根據觀測發表了一個軌道。這是首次對太陽系外的任何物體進行干涉量測。根據馬克III恆星干涉儀的觀測結果，威爾遜山天文台在1994年公佈了一個高精度軌道。1995年9月，五車二被劍橋光學孔徑合成望遠鏡成像，成為第一個被單獨光學元件干涉儀成像的天體。
1914年，芬蘭天文學家拉格納·福魯赫耶姆觀察到光譜聯星有一顆微弱的伴星，由於其自行與光譜聯星相似，因此可能與它有物理上的關聯。1936年2月，卡爾·L·斯特恩斯觀察到這個伴星本身似乎是雙重的；這在同年9月被古柏證實。這一對被命名為五車二H和L。

### X射線源
1962年9月20日和1963年3月15日進行了兩次空蜂火箭飛行探測在御夫座的X射線源，確認在RA05h 09m，Dec +45°，被認定為五車二。1974年4月5日，恆星X射線天文學的一個重要里程碑發生了，當時探測到了最强的X射線發射來自五車二，其測量值是太陽X射線光度的10,000倍以上。當天的一次火箭飛行，當一個恆星感測器將有效載荷軸指向五車二時，對其姿態控制系統進行了短暫的校準。在此期間，與星敏感器共對準的X射線反射系統檢測到0.2-1.6 keV範圍內的X射線。
X射線光度（Lx）為~1024W（1031erg s），比太陽的X射線光度高四個數量級。五車二的X射線被認為主要來自最大質量恒星的日冕。五車二是ROSAT X射線源1RXS J051642.2+460001。使用HEAO 1從五車二的第一個日冕X射線光譜中獲得，除非它是自由流動的日冕風，五車二日冕的高溫將需要磁約束。

## 觀測

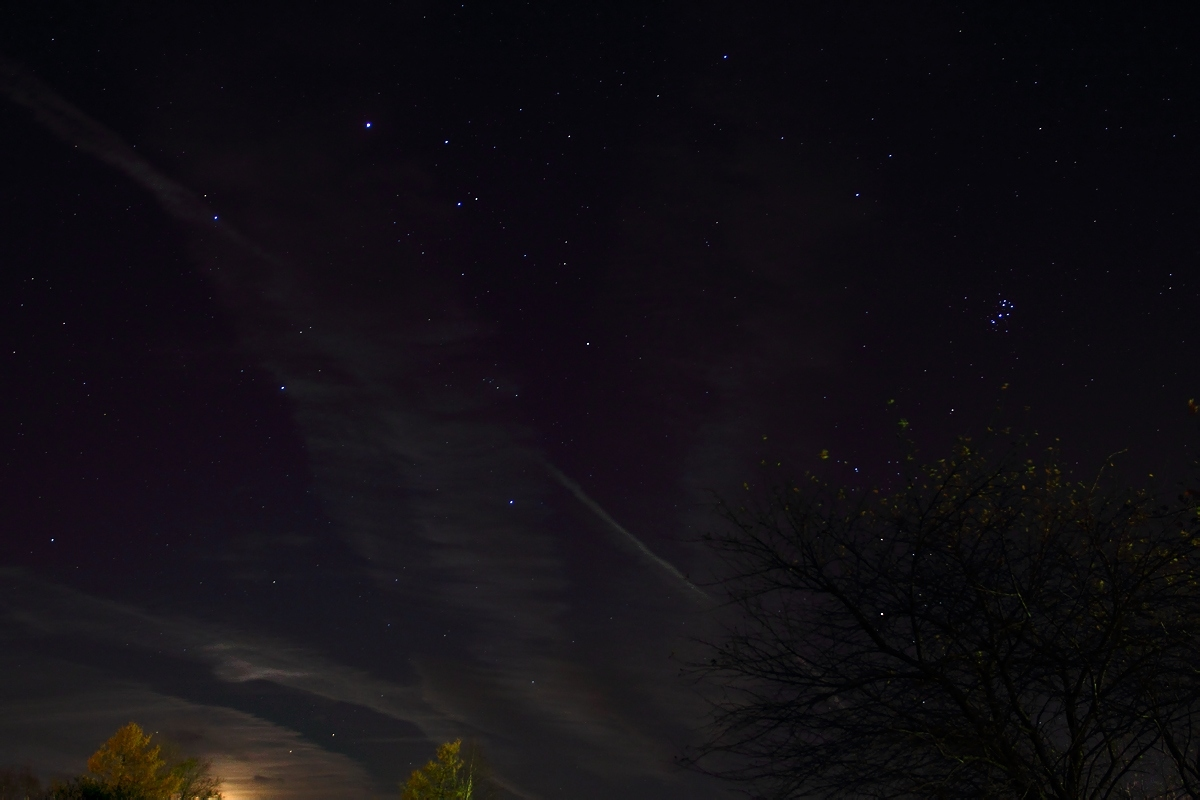
帶注釋的夜空影像顯示御夫座和昴星團：五車二是最亮的恆星，位於左上角

五車二的平均視星等為+0.08，是星座御夫座中最亮的天體，是夜空中第六亮的恆星，是天球北半球中第三亮的恒星（僅次於大角星和織女星），也是40°N上肉眼可見的第四亮的恆星。它看起來是一種濃郁的黃白色，儘管在白天用望遠鏡觀察時，由於與藍天的對比，黃色更為明顯。
五車二比其他任何一等星都更靠近天極。它的緯度是如此偏北，以至於在緯度44°S 以南實際上是看不見的：這包括最南端的紐西蘭、阿根廷和智利以及福克蘭群島。相對的，位於44°N以北：對於整個英國和加拿大（安大略省南部的一部分除外）、歐洲的大部分地區以及美國本土的最北端邊緣，這顆恆星永遠不會落下。五車二和織女星位於天極點的兩側，與天極點的距離大致相同，因此兩顆恆星之間的假想線幾乎會穿過北極星。五車二位於獵戶腰帶和北極星之間，在12月初的午夜時分，五車二在夜空中達到最高點，被視為北方冬季天空中一顆突出的恆星。
五車二西南幾度處有三顆恆星，御夫座ε、御夫座ζ和御夫座η，其中後兩顆被稱為「孩子們」，或海迪。這四顆恆星在天空中形成了一種熟悉的模式，或稱為星群。

## 距離
根據依巴谷衛星量測的76.20毫角秒的年度視差偏移（誤差幅度為0.46毫角秒），該系統估計與地球相距42.8光年（13.12秒差距），誤差幅度為0.3光年（0.09秒差距）。另一種確定距離的方法是通過軌道視差，它給出的距離為42.92光年（13.159秒差距），誤差幅度僅為0.1%。據估計，五車二在過去離太陽系更近一些，大約在23.7萬年前在29光年以內經過。在這個範圍內，它的視星等為-0.82，與今天的老人星相當。
美國天文學家奧林·艾根在1960年的一篇論文中，分析了畢宿移動星群的自行和視差後得出結論，認為五車二是畢宿移動星群的一員，畢宿移動星群由一群與畢宿星團方向相同的恆星組成。該組成員的年齡相似，那些質量約為太陽2.5倍的成員在耗盡其核心氫儲備後已經離開了主序帶，並正在膨脹和冷卻成紅巨星。

## 恆星系統

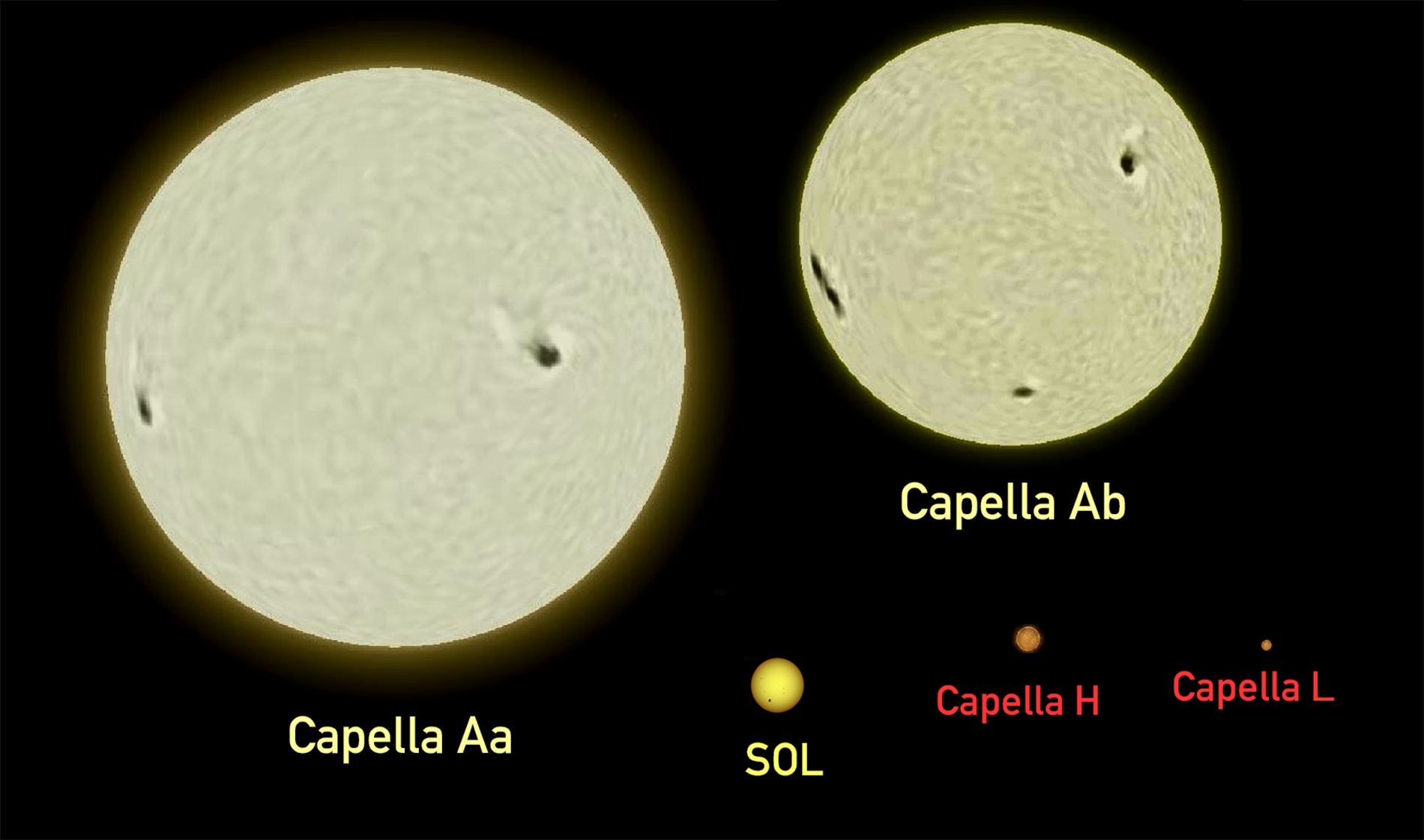
五車二成員與太陽大小的比較

在五車二的幾個弧分範圍內有幾顆恆星，其中一些已在各種多星目錄中被列為伴星。華盛頓雙星目錄列出成員A、B、C、D、E、F、G、H、I、L、M、N、O、P、Q、和R，其中A是裸眼可見的成員。其餘大多數只是在視線上的伴侶，只有靠近的一對紅矮星H和L與明亮的A有著相同的距離，並隨其在空間中移動。五車二A本身是一對光譜聯星，其成員Aa和Ab都是巨星。這對巨星與這對紅矮星相距723"。
美國天文學家小羅伯特·伯納姆描述了一個系統的比例模型，其中五車二A由直徑為13英寸和7英寸、相距10英尺的球體表示；紅矮星為相距420英尺的直徑為0.7英寸小球。在這個尺度上，這兩對距離21英里。

### 五車二A

五車二A由兩顆黃色的演化中的恆星組成，計算它們的軌道半長軸為111.11 ± 0.10百萬公里，大約是太陽與金星的距離，每104.02128 ± 0.00016日互繞一圈。這對恆星並不是食雙星，也就是說，從地球上看，兩顆恆星都不會從另一顆恆星的前面經過。軌道已知道得非常準確，可以用來推導出軌道視差的精度比直接測量的要好得多。這些恆星彼此的距離不夠近，以至於任何一顆恆星的洛希瓣都無法被填滿，也無法發生任何重要的質量轉移，即使在主恆星的紅巨星階段也是如此。
現代慣例將較亮的較冷恆星指定為Aa成員，測量其光譜類型通常在G2和K0之間。較熱的第二顆恆星被賦予了F晚期（較冷的F）或G早期（較暖的G）的各種光譜類型。這兩顆恆星的MK光譜類型已經被測量了很多次，它們都一致地被分配了表示是巨星的III級的光度等級。複合光譜似乎由主星主導，因為它的吸收線更清晰；次要的線條因其快速旋轉而變得寬闊和模糊。複合光譜類別大約為G3 III，但由於成分較冷，因此特別提到了特性。最近具體發表的類型是K0 III和G1 III，然而較舊的值仍然被廣泛引用，例如 亮星星表中的 G5 IIIe + G0 III或艾根的G8 III + G0 III。 在上下文清楚的情況下，這兩個成員被稱為 A 和 B。
這兩顆組成恆星個別的視星等不能直接測量，但它們的相對亮度已經在各種波長下測量過。它們在可見光譜中的亮度幾乎相等，而較熱的伴星分量通常要亮十分之幾。2016年的一次測量給出了兩顆恆星在 700nm波長下的星等差為0.00 ± 0.1.。
這兩顆恆星的物理性質可以高精度地確定。質量直接來自軌道解，其中Aa為 2.5687 ± 0.0074 M☉，和Ab是2.4828 ± 0.0067 M☉。 它們的角度半徑已被直接測量；結合非常精確的距離，這給出了Aa和Ab分別是11.98 ± 0.57 R☉和8.83 ± 0.33 R☉。它們的表面溫度可以通過比較觀測光譜和合成光譜、直接測量它們的角度直徑和亮度、根據觀測到的色指數進行校準，以及解開高解析度光譜來計算。這四種方法的加權平均值給出 Aa是4,970 ± 50 K和Ab是5,730 ± 60K。它們的輻射熱光度最準確地來自它們的視星等和輻射熱校正，但可以通過根據恆星的溫度和半徑計算來證實。Aa是太陽光度的78.7 ± 4.2倍，和Ab是72.7 ± 3.6倍，因此，當考慮所有波長時，定義為主要成分的恆星更亮，但在可見光波長下亮度略低。
估計有5.9到6.5億年的歷史，這些恆星在其主序的生命週期中可能處於A型的熱端，類似於織女星。它們現在已經耗盡了核心的氫，並從主序列中演化出來，它們的外層膨脹和冷卻。儘管在分類上是巨星，但伴星的成分非常明顯地位於赫羅圖上的赫氏空隙內，仍在向紅巨星分支擴展和冷卻，使其成為演化術語中的次巨星。質量更大的主星，當它達到太陽的36到38倍的最大半徑時，已經通過了這個階段。它現在是一顆紅群聚恆星，正在將核心中的氦融合成碳和氧，對於質量較小的恆星來說，這個過程還沒有開始。詳細分析表明，它已接近這個階段的尾聲，並再次開始膨脹，這將導致它進入漸近巨星支。豐度，自旋速率證實了兩顆恆星之間的這種進化差異。 重元素豐度與太陽的豐度大致相當，整體金屬量略低於太陽。
每顆恆星的自轉週期可以通過觀察其譜線的多普勒頻移的週期性變化來測量。這兩顆恆星的絕對自轉速度可以從它們的傾角、旋轉週期和大小中得知，但使用光譜線的多普勒增寬測量的投影赤道旋轉速度是一個標準測量方法，這些通常被引用。五車二Aa 的投影旋轉速度為每秒4.1 ± 0.4 公里，取104 ± 3日完成一次自轉， 而五車二Ab的自轉速度要快得多，為每秒35.0 ± 0.5 公里，完成一次自轉僅要8.5 ± 0.2日。自轉制動在所有恆星膨脹成巨星時都會發生，聯星也有潮汐制動。五車二Aa已經減慢了速度，最終它的自轉將被鎖定在軌道週期上，然而理論預測五車二A在主序星的起點時應該自轉得更快。
長期以來，人們一直懷疑五車二的變異性很小。它的振幅約為0.1星等，這意味著它有時可能比也是變星的參宿七、參宿四和織女更亮或更暗。該系統已被分類為獵犬座RS型變星，一類具有活躍色球的聯星，會產生巨大的星斑，但它仍然只被列為變星總表中的可疑變星。與獵犬座RS型變星系統不同的是，較熱的恆星五車二Ab因為它位於赫氏空隙，具有更活躍的大氣層：在這個階段，它正在改變角動量並加深其對流區。
這些恆星的活躍大氣層和接近性，意味著它們是天空中最明亮的X射線源之一。然而，X射線的發射是由於穩定的日冕結構，而不是噴發的耀斑活動。日冕環比太陽大，溫度為數百萬K，可能是大多數X射線的源頭。

### 五車二HL
為五車二發表的第七顆伴星，成分H，在物理上與明亮的主星有關。它是一顆紅矮星，與這對G型巨星相距約10,000 AU。它有自己的親密伴侶，一顆更暗淡的紅矮星，1935年發現時距離它1.8"。它是雙星目錄中的成員L。2015年，距離增加到3.5"，這足以在發現80年後得以「推斷」軌道參數。附近恒星的葛利澤近星星表將該雙星系統命名為GJ 195。這兩個成員分別稱為GJ 195A和B。
據報導，這兩顆恆星的視星等差為3.5星等（蓋亞太空船的通帶為2. 3星等），然而在紅外線波長下的差異要小得多。這是出乎意料的，可能表明還有其它看不見的同伴。
原則上，恆星的質量可以通過軌道運動來確定，但軌道的不確定性導致了結果差異很大。1975年，一個388年的偏心軌道推導出的質量為0.65 M☉和0.13 M☉。2015年公佈的一個較小的近圓形軌道具有300年的軌道週期，根據GJ 195A和GJ 195B的紅外星等，質量約束為0.57 M☉和0.53 M☉。

### 視覺伴星
在發現五車二H之前，已經發現了從B至G的6顆視覺伴星。儘管他們看起來都比HL隊更靠近A星，但沒有一顆與五車二有物理上的聯繫。
| 成員 | 主星 | 赤經 (α) 分點 J2000.0 | 赤緯 (δ) 分點 J2000.0 | 觀測的 分點 分離 | 與主星的 角度距離 | 位置角 (相對於主星) | 視星等 (V) | 參考距離 |
| ---- | ---- | --------------------- | --------------------- | ---------------- | ----------------- | ------------------- | ---------- | -------- |
| B    | A    | 05h 16m 42.7s         | +46° 00′ 55″          |                  | 46.6″             | 23°                 | 17.1       |          |
| C    | A    | 05h 16m 35.9s         | +46° 01′ 12″          |                  | 78.2″             | 318°                | 15.1       |          |
| D    | A    | 05h 16m 40.1s         | +45° 58′ 07″          |                  | 126.2″            | 183°                | 13.6       |          |
| E    | A    | 05h 16.5m             | +46° 02′              |                  | 154.1″            | 319°                | 12.1       |          |
| F    | A    | 05h 16m 48.748s       | +45° 58′ 30.84″       |                  | 112.0″            | 137°                | 10.21      | SIMBAD   |
| G    | A    | 05h 16m 31.852s       | +46° 08′ 27.42″       |                  | 522.4″            | 349°                | 8.10       | SIMBAD   |

成員F也知道是TYC 3358-3142-1。它的光譜類型為K。儘管它作為遙遠的發光恆星包含在OB星表中。
成員G是BD+45 1076，光譜類型為F0，距離為401光年（123秒差距）。儘管尚不清楚是什麼類型的變星，它被確定為錢德拉導引星表中的變星成員。眾所周知，它是具有活躍日冕的X射線源。
其它幾顆恆星也被歸類為五車二的伴星成員I、Q和R是 13等星，角距離分別是92″、133″和134″。御夫座V538和它的近鄰HD 233153是距離五車二10度的紅矮星； 它們的空間運動非常相似，但微小的差異使這可能只是一個巧合。在Capella HL場，通過散斑成像在五車二HL的星場中發現了兩顆微弱的恒星，距離這對恆星約10"。這些已被編目為五車二O和P。現時尚不清楚它們是否與紅矮星雙星有物理聯繫。

## 詞源和文化
傳統上，五車二標誌著該星座同名戰車手的左肩，或者根據2世紀天文學家托勒密的《天文學大成》，標誌著戰車手攜帶的山羊。在拜耳1603年的作品《測天圖》中，五車二標誌著戰車手的背部。這三顆海迪已被老普林尼和曼尼里烏斯確定為一個單獨的星座，被稱為「卡布拉」、「跳躍」或「希爾庫斯」，所有這些都與它作為「山羊星」的地位有關。西元2世紀，托勒密在《天文學大成》中將戰車手和山羊合併了。
在希臘神話中，五車二代表宙斯吸吮的山羊阿摩笛亞。正是這只山羊的角，在被宙斯意外折斷後，變成了豐裕之角，或「聚寶盆」，裡面會裝滿主人想要的任何東西。雖然五車二經常與阿瑪爾忒亞（英語：Amalthea）聯系在一起，但有時也會與阿瑪爾忒亞的主人，一個寧芙聯系在一起。寧芙的神話說，這只山羊醜陋的外表，像蛇髮女怪，是宙斯剝下山羊皮並將其作為他的盾牌（宙斯盾）後，能擊敗泰坦的部分原因。
在中世紀的記載中，它有一個不常見的名字「Lhajoth」（也拼寫為Alhaior、Althaiot、Alhaiset、Alhatod、Alhojet、Alanac、Alanat、Alioc）， 其中（尤其是最後一個）可能是其阿拉伯名稱的變體，al-cayyūq。cAyyūq在阿拉伯語中沒有明確的意義，但可能是希臘語α的阿拉伯化形式ίξ aiks "goat"；cf. 現代希臘語Αίγα Aiga，雌性的山羊。至尼格夫和西奈的尼格夫貝都因人，五車二al-'Ayyūq ath-Thurayyā "昂宿星團的五車二，是從它指出該星群位置的作用來看。另一個阿拉伯文名字是Al-Rākib "驅車者"，希臘語的翻譯。
對於古代的波羅的人，五車二被稱為Perkūno Ožka，意思為"雷霆山羊"或期望。相對的，在斯拉夫馬其頓民間傳說中，五車二是"Jastreb"，是在高空飛行，準備撲向母雞（昴宿星團）和公雞（五車五？）的鷹。
在占星術中，五車二預示著公民和軍事榮譽和財富 。在中世紀，它被認為是一顆貝赫尼安恆星，其屬性是石頭藍寶石和植物霍蘭德、薄荷、艾草和曼德拉草。阿格里帕·馮·內特斯海姆列出了其卡巴拉標誌，名稱為「Hircus」（拉丁語為「船」）。
在印度教神話中，五車二被視為梵天（Brahma）的核心，Brahma Hṛdaya。在傳統的中國天文學中，五車二是星官 五車（英語：Five Chariots）的一部分，它由五車二加上御夫座β、御夫座θ和御夫座ι以及金牛座β組成。由於它是該星官中的第二顆恆星，因此它的中文名稱為五車二；（英文：「Second of the Five Chariots」）。
在克丘亞語中，它被稱為「Colça」；印加人非常尊重這顆星星。夏威夷人將五車二視為星群Ke Kā o Makaliʻi（「馬卡利的獨木舟救生員」）的一部分，這有助於他們在海上航行。它被稱為「霍庫雷」「星形花環」與南河三、天狼星、北河二和北河三形成了這個星群。在大溪地的民間傳說中，五車二是「Tahi-ari'i」，「阿奴」（御夫座）的妻子，王子「圖拉」（金星）的母親，她駕駛著獨木舟在天空中航行。在因紐特天文學中，五車二及五車三（御夫座β）、北河三（雙子座β）和北河二（雙子座α），兩對恒星各代表一根骨頭：鎖骨，形成了一個星座屈圖爾庫的一部分。該星座用於夜間導航和計時，從阿拉斯加到格陵蘭西部都能識別出來。哥威迅人看到的五車二和五車三形成了「shreets'ą įį vidzee 」，即大型環極星座「Yahdii」的右耳，它覆蓋了大部分夜空，其方向便於導航和計時。
在澳大利亞土著神話中，對於維多利亞州的寶榮人來說，五車二是「Purra」（普拉），即袋鼠，被附近的雙子座雙胞胎「Yurree」（北河二和北河三）追捕並殺死。澳大利亞北部的沃達曼人將這顆恆星稱為「Yagalal」，這是一種儀式性的魚鱗，與尖吻鱸（畢宿五）的古萬巴（英語：Guwamba）有關。

### 同名
- 卡佩拉：神酒海以北的一個月球隕石坑，但不是以這顆恆星命名的。
- “Capella”号AK-13 and USNS Capella (T-AKR-293)： 美國海軍的兩艘艦艇
- 馬自達卡佩拉（英语：Mazda Capella）：馬自達製造的一款汽車。

## 註解
1. 1 2  Pertains to the center of mass of the Capella Aa/Ab binary system.  See Volume 1, The Hipparcos and Tycho Catalogues 的存檔，存档日期2018-09-01., European Space Agency, 1997, §2.3.4, and the entry 的存檔，存档日期2016-03-03. in the Hipparcos catalogue (CDS ID I/239 的存檔，存档日期2016-03-03..)
2. ↑  太陽和地球的距離是1天文單位。
3. ↑  北極星只是一顆2等星。
4. ↑  鋰豐度， C12/C13比率和C/N比率在五車二Aa中均下降，但在 五車二Ab中沒有下降

## 來源
- Allen, Richard Hinckley.  Reprint. Courier Corporation. 2013. ISBN 978-0-486-13766-7. 已忽略未知参数|orig-date= (帮助)
- Burnham, Robert Jr.  Revised & Enlarged. Dover Publications. 1978. ISBN 978-0-486-23567-7.
- Ridpath, Ian; Tirion, Wil. . Princeton University Press. 2001. ISBN 978-0-691-08913-3.
- Brosch, Noah. . Springer Science & Business Media. 2008. ISBN 978-1-4020-8319-8.
- Schaaf, Fred. . Wiley. 2008. ISBN 978-0-470-24917-8.
- Winterburn, Emily. . Harper Perennial. 2009. ISBN 978-0-06-178969-4.

- Moore, Patrick; Tirion, Wil.  2nd. Cambridge University Press. 1997. ISBN 978-0-521-58582-8.
- Ridpath, Ian; Tirion, Wil. . Princeton University Press. 2001. ISBN 978-0-691-08913-3.

## 外部連結
- HR 1708（页面存档备份，存于）, catalog entry, Bright Star Catalogue.
- GJ 194（页面存档备份，存于）, catalog entry, Preliminary Version of the Third Catalogue of Nearby Stars, W. Gliese and H. Jahreiss, 1991, CDS ID V/70A（页面存档备份，存于）.
- Capella, image at Aladin.
- Images of the bright binary pair from 13 September 1995[永久] and 28 September 1995[永久] (note fainter blobs are just noise)
- Capella at Constellation Guide（页面存档备份，存于）